# 陽炎計劃
《陽炎計劃》（日语：カゲロウプロジェクト）是由音樂創作者、小說家Jin於2011年開始發表的多媒體項目創作。最早開始發表的是使用歌聲合成软件VOCALOID製作的音樂組曲，此外尚有由Jin親自執筆的小說《陽炎眩亂》、根據Jin的故事所繪製的同名漫畫，以及2014年4月12日開始播放的動畫《目隱都市的演繹者》。
日語暱稱、，中文習慣簡稱為「陽炎」。

## 發表歷史
計劃是以じん於2011年2月在影片分享網站Niconico動畫發表的原創歌曲《人造敵人》為開端。創作意欲緣於じん參訪身為VOCALOID創作者的友人兄長，繼而開始對VOCALOID創作音樂產生興趣，繼而推出作品。
《人造敵人》是以一個電腦軟體所發出的訊息為主軸刻劃的歌曲。得到迴響以後，じん開始思考將歌曲作為系列創作。其先設計一眾角色，包括他們所屬的「目隱團」以及眼睛的能力等，繼而開始發佈描繪這些設定及故事的歌曲，以歌曲路線正式啟動計劃。樂曲的發表順序與作品世界的時間軸順序不同，初期相當倚賴作者本人之剖析。
《人造敵人》亦使じん與插畫家しづ在Twitter上開始交流，促成第2作「目隱編碼」起由其擔當じん所有歌曲影像，後來亦讓其參與CD封面插畫及小說插畫。從第5作《想像森林》 （页面存档备份，存于）開始，另一名插畫師わんにゃんぷー亦加入影像製作。他是在NICONICO動畫發表一部《「手繪」陽炎眩亂「自我解釋PV」》的影片後獲得じん邀請參與。
在這一連串的歌曲中，於2011年9月投稿的第3作《陽炎眩亂》掀起最大熱潮，於翌年1月已達到「傳說」級別的百萬播放量，吸引相當大量的歌迷。2013年2月17日，同為投稿作品的《夜談欺騙》，播放數更在20秒內破千，3分鐘破萬，不到5小時達到十萬次播放，成為目前第三快進入「殿堂」級別的作品；並於約31天的時間達至「傳說」級別。同年4月22日，投稿的第11作「Ayano的幸福理論」以4小時11分鐘的速度成為最快進入「殿堂」級別的作品。
2012年5月30日，首張集合系列曲目的正式專輯《目隱都市的日子》正式發售。2013年5月29日，發售系列第二張專輯《目隱都市的記錄》，於發售首周的Oricon公信榜上，以約76000張的銷量奪得一週冠軍。是次除了是VOCALOID專輯史上第三次奪得一週冠軍，亦作為首位NICONICO動畫個人上載者奪得一週冠軍。
作者本人執筆的小說第一卷，於第一張專輯發行當日同時推出。小說路線的開端與歌曲第1作《人造敵人》對應，隨後對歌曲故事及設定作較完整的延伸及修正。相關作品使官方日後以類似形式成拓展多媒體發售。
2012年6月15日，漫畫版《陽炎眩亂》於《月刊Comic Gene》開始連載。漫畫路線的開端與歌曲第1作《人造敵人》對應，內容大部分跟小說相似，惟後來亦有標明一些不同時間軸的拓展。
2013年8月15日，發售單曲《孩童記錄》時，作者本人宣佈系列將會動畫化。其後於第二張專輯《目隠都市的記錄》的發行活動上，確定以《目隱都市的演繹者》之名播出，將由本人親自編寫劇本。故事將會因應媒體差異開展動畫路線，再次進行時間軸的拓展。
2013年9月2日，系列片尾曲《夏日記錄》在NICONICO動畫投稿發佈，官方正式宣告歌曲路線的完結。
2014年4月12日，電視動畫《目隱都市的演繹者》開始播放。
2015年3月30日，宣佈輕小說銷量突破780萬本。
2016年8月15日，由NICONICO所放送的「SEEK at MEKAKUCITY」系列，劇中提到了新一期動畫《目隱都市的重載》的製作消息，放送時間目前不明。
2016年11月4日，MX4D劇場版動畫「陽炎眩亂-in a day's-」上映。
2017年8月15日，公佈了第三張專輯《目隱都市的重載》的預告以及新曲《失想話語》的消息。
2017年12月29日，《失想話語》在NICONICO動畫投稿發佈，同時宣佈系列將繼續投稿。
2019年8月15日，公佈在2020年1月放映「Kagerou Daze No.9」。

## 故事
主舞台在於じん的居住地千葉縣柏市附近。
本作的主軸是輪迴存在不同路线（Route）的设定並且分別展示在音乐、小说、漫画、动画四种媒体中。此各個路线劇情會有所分歧。
路線的順序為：漫畫路線 2 -> 歌曲路線 -> 漫畫路線 1 -> 小說路線 -> 動畫路線

### 歌曲路線
以《目隐都市的日子》和《目隐都市的纪录》两张专辑与《孩童记录》单曲中收录的共26首乐曲所构成的路线。已经完结。
以《人造敌人》为开端，《孩童记录》与《夏日記录》两曲为OP与ED。
ROUTE 1
首見於歌曲「回憶補時」。以穿著紅色夾克的Shintaro作為代表，而其阻止了kuroha(目冴蛇)的自殺。後獲得目烙的力量，並將Ayano從陽炎中帶回，並阻止了目冴之蛇的計畫。
ROUTE XX
首見於歌曲「回憶補時」。以穿著黑色衣服的Shintaro作為代表。在本路線中，Shintaro在殺害（刪除）了Ene後用剪刀自殺。
ROUTE BADEND
首見於歌曲「外側科學」。在這個路線中，Marry以外的目隱團全員被目冴的蛇所殺害。

### 漫画路线
漫画《阳炎眩乱》中涉及的路线。路線 1 劇情与歌曲路线剧情近似，而路線 2 劇情則與歌曲路線迥異。全13卷。
ROUTE 1(第 1 話～第 18 話前半)
接在歌曲路線後面，該路線全員在離開遊樂園後被目冴的蛇所殺害。
ROUTE 2(第 18 話後半～第 69 話)
在歌曲路線之前，講述 Shintaro 為何會得到目烙能力。

### 小说路线
小说《阳炎眩乱》中涉及的路线，章节名与乐曲对应，但剧情有所分歧。全8卷。

### 动画路线
动画《目隐都市的演绎者》中涉及的路线。与乐曲路线大致对应。全12集。

## 登場人物
在原曲中，所有角色都僅以片假名拼音（代號）登場，漢字是在日文公式書首認。

### 目隱團
No.1 Kido（配音：甲斐田裕子）
目隱團團長，身高168cm，體重44kg，血型B型，生日為1月2日。
能力：稀釋自己與周圍物體存在感的「目隱」能力，但能力限於半徑2米以內，碰撞到他人或是在消失的瞬間對方的視線沒有移開時會無效。使用在物體上則可使物體消失不見。
留有一頭墨綠色長髮的中性化少女，身穿紫色連身衣，其樣式類似「Ipod」，由Ayano所贈。左腳褲管捲到膝蓋處；童年時受Ayano影響而變得有些中二。喜歡用「俺（在日文中偏男性化、強勢）」當做第一人稱，總是帶著耳機聽音樂。常常為了各個有個性的團員而絞盡腦汁，眼神兇惡但性格溫厚，也有女性化的一面(偷偷買了皺邊裙；擅長料理；害怕搭乘尖叫系遊樂設施，同時也怕鬼)。
最初獲得能力的契機是作為富裕家庭的私生女，從小被當作眼中釘看待而產生「想要消失」的想法。父親經商失敗後灰心之下縱火燒了房子，在那時和姊姊（配音：甲斐田幸）一同死亡，進入陽炎眩亂。被「目隱」能力的蛇所依憑後，自己得以返回，姊姊失蹤。獲得能力後和Seto、Kano進入同一個孤兒院，之後被楯山家認養。在Ayano自殺後努力變得堅強而取代她的位置。
經常因為Kano說錯話而毆打他。
曾經在貴音和遙就讀的學校的文化祭裡，與貴音比了「耳機演繹者」遊戲，雖然使用了能力作弊但還是輸了。
No.2 Seto（配音：保志總一朗、幼年配音：石塚さよリ）
流浪癖少年。身高178cm，體重72kg，血型O型，生日為3月28日。
能力：得知他人所想的「目盜」能力，能將目標的情報（包含內心想法）以聲音的形式取得，但本人並不喜歡，認為是「不與人交談就獲取情報的能力」而盡量避免使用。
小時候身穿著一件Ayano給的白色帽兜，後來把它送給了在森林裡的Marry並將她帶入目隱團，後來改為穿著綠色連身外套，又因為帽子上掛有一副護目鏡而常被稱為青蛙。有點天然，說話句尾會加上這種類似於運動員的口調。就算被叫錯名字也會笑著說「聽起來很帥呢」。本身似乎十分樂於照顧別人。飼養一隻叫Hanao的倉鼠。因為能力的關係而與動物特別親近。同時也兼職許多份打工，例如在花店幫忙、指揮交通等。
幼年即失去雙親，當時身體瘦弱，性格膽小，經常遭到欺負而導致無法與人溝通的性格，唯一的朋友是一隻名叫花子的棄犬。在這樣的環境下希望「如果可以不使用語言，就能知道對方想法的話就好了」。在某個暴雨中發現孩子們將與自己關係要好的狗投入氾濫的河裡，情急之下也跳入河中而進入陽炎眩亂。在其中被「目盜」的蛇所依憑，自己得以返回，而狗失蹤。獲得能力後和Kido、Kano進入同一個孤兒院，之後被楯山家認養。
No.3 Kano
性格虛浮超然的少年，常因為講錯話而被Kido毆打。身高165cm，體重50kg，血型B型，生日為5月10日。
能力：改變他人眼中所看到的事物形貌的「目欺」能力，但能力範圍較小，只對自己有效。
總是笑臉迎人，連被Kido毆打的時候也總是笑著。因為經常取笑Momo跟Marry，所以常被認為是在搭訕，但關鍵的時候很可靠。
獲得能力的契機是從小受精神狀況不穩的母親虐打，但本人卻認為「是惹媽媽生氣了的自己不好」，所以想要消除作為周圍人攻擊媽媽的原因的「自己身上的傷痕」。某日遭遇強盜闖入家中，母子倆均被刺死。在那時接觸了陽炎實驗，被「目欺」的蛇依憑，獨自從陽炎眩亂回來，母親失蹤。獲得能力後和Kido、Seto進入同一個孤兒院，之後被楯山家認養。
曾經在Ayano察覺到父親的異常並著手調查實驗時，使用能力目欺變成Ayano的樣子代替她到學校上課。親眼目睹Ayano在天台跳樓。其後被目冴的蛇以家人的性命威脅，目欺成Ayano的屍體並拍下照片，造成Ayano自殺身亡的假象。
跟Ayano、Kido一起參加過貴音和遙就讀的學校舉辦的文化祭。
在《陽炎眩亂解體新書》中，Jin說Kano是唯一能讓故事進展的人，包含Kido在內的其他人可說是被捲進來的。
由於輕浮的舉止和說話方式常挨Kido打。
曾經說過不想見到伸太郎。Ayano死後在極為悲憤的心情下於街道上與伸太郎偶遇，目欺成Ayano的狀態下對伸太郎說了氣話，導致伸太郎後來輟學、足不出戶。*
在メカクシラジオ中被Momo公開郵件地址，但後來似乎因為訊息量過大所以換了。也似乎提到自己喜歡的是年長類型的人。
No.4 Marry（配音：花澤香菜）
擁有四分之一梅杜莎血統的少女。身高154cm，體重為「一百三十個蘋果的重量」（約為40公斤），血型不明，生日為7月21日。
能力：「目合」，原本此能力可以使對方完全石化，但Marry只有四分之一的梅杜莎血統，因此只能做到讓對方暫時無法行動。擁有能改變及掌控陽炎世界的能力。
外貌上為白髮、桃色的眼睛，穿著青白相間的圍裙禮服。受血統影響，成長速度跟一般人類不同，外貌看似14歲，但實際年齡約為140歲。個性純樸天然，但容易緊張導致手腳不靈，打翻茶水是家常便飯。由於梅杜莎血統的關係，興奮時頭髮會不自然抖動，因此使小孩們都不敢靠近她。雖然怕生但對外界充滿好奇，搭乘尖叫系的遊樂設施也能樂在其中。
在加入目隱團前都沒有朋友，幼時跟母親Shion在森林中的小屋隱居。平常掛著大小兩把鑰匙的項鍊，大鑰匙是小屋的門鎖，而小鑰匙Marry一百多年間都沒發現它的用途。直到Kido等人調查過後才發現小鑰匙其實是屋中小桌子抽屜的鎖。
某年8月15日違背母親Shion的囑咐外出遊玩，遭到人類襲擊，雖然Shion將人類變成石化，但還是遲了一步，Marry已經被打死，Shion則受到力量的反嗜而死亡。那時母女被捲入陽炎眩亂，Azami給予了Marry統括所有梅杜莎力量核心的「目合體」，也就是女王蛇，使Marry復活。女王蛇同時繼承Azami聚合能力蛇的特質，從而掌控陽炎眩亂的出沒。
在音樂篇PV中有部分跟上述過程相異的地方，小說版中是解釋說在「目合」獲得之際，Marry也同時喪失她被打死的記憶，使她從陽炎眩亂回來後，剛好親眼目睹了母親的死亡，但因為不記得她有死過，所以就演變成音樂篇PV中所呈現的樣貌。
長大後遇上Seto，在日漸交流下，終於有一天走出森林中的小木屋，加入目隱團，並且將Seto送給她的白色帽兜上繡上玫瑰花樣。加入目隱團後在基地的一個房間中做著制作假花的副業，但根據小說一個月收入只有日幣500圓。
因為「目冴之蛇」的陰謀，及想跟目隱團在一起的思念，讓擁有梅杜莎核心的Marry構築新一層的架空世界。那就是故事走向目隱團團員被黑Kuroha殺害的全滅結局，但又因為Ayano和Konoha的蛇未能集齊時，Marry只能以不完全的力量，構成一個時間回到故事開始前的世界，讓處於當中的人物以為自己只是做了一場噩夢。此狀況最終被Shintaro帶著二人回歸所打破，在知悉輪迴的禍害與勇敢面對未來的精神下，Marry主動打破所有空想世界，成就完整的陽炎眩亂，讓「目冴之蛇」失去憑依Kenjirou的理由。
No.5 Momo（配音：柏山奈奈美）
能力：奪取別人目光的能力「目奪」，能夠無視人的喜好與感受而一味將視線吸引到身上，使得自身的體格、個性變得異常顯眼，如果對像是物體也具有聚光於物體上使它變得顯眼的效果。
16歲，高中一年級生。身高162cm，體重43kg，血型O型，生日為2月14日。
Shintaro的妹妹，人氣偶像歌手，藝名是如月Momo。
擁有外橙內黑的雙髮色。和哥哥Shintaro一樣都喜歡碳酸飲料。於動畫第二集與老師對話中因為喜歡漫畫，並把在漫畫中學習的錯誤知識運用在考試中，因此學習成績與Shintaro不同，非常差，以為在歷史考試中寫人物年份是戰鬥力，由此可以推斷出她喜歡少年漫畫。她擁有相當具毀滅性的獨特品味。不過在關鍵時刻頭腦有時會變得很靈光。
因為無法控制「目奪」，總是被一大群民眾追逐，而十分厭惡這能力。而為了壓抑這樣的能力，在因緣際會下加入目隱團。在小說第四卷中Azami使用「目奪」時，「目奪」其實可以得知他人正在注視哪些地方，藉此尋找「最沒有受到別人注目的地方」來躲避人群，因此「目奪」反而被Azami認定是方便的能力。
幼年時生活在優秀的哥哥Shintaro的陰影下，因此一直期待著「能更加地被人注目」。於小學低年級時與父親於海水浴場游泳，被波浪淹沒溺死，父親為了救她也一同被捲入浪中死亡。在那時與陽炎眩亂接觸，被「目奪」的蛇憑依，父親失蹤。後來因為家中經濟出現狀況，而成為偶像補貼家用。
導師為Kenjirou，可以得知與Shintaro、貴音等人就讀同一所高中（千葉縣立柏高等學校）。
被Kido稱呼為「キサラギ」（如月）。
No.6 Ene（配音：阿澄佳奈）
能力：「目覺」，無須飲食與睡眠，所以總是處於吵鬧狀態，情緒高漲。
居住在Shintaro電腦裡面的少女。身高：640pxl，體重2MB，血型為AB型，生日未知
其模樣是在「耳機演繹者」遊戲中的最終首領，酷似榎本貴音本人。原本的肉體因Kenjirou的計畫實驗而喪失，後被Kano發現在學校導師Kenjirou的實驗室裡。由於實驗的關係，所以只留下電子化的思想。可以移動到大部分的電子儀器當中（如Shintaro的電腦和手機）。
比Shintaro和Ayano大一學年，故算上生前的話Ene實際年齡為19歲（17歲時成為Ene）。平時以欺負Shintaro為樂，但偶爾也會顯露姊姊的一面。
名字來源為生前以名字「榎本貴音」的羅馬拼音「E」nomoto Taka「ne」取成的。
在メカクシラジオ中提到自己臉頰旁的裝置是鐵做的。
榎本貴音
Ene生前的身份。患有發作性嗜睡病，經常突然昏睡過去，因此而十分困擾。也因為這個病症，和遙一同被編派到只有兩人的特殊班級，以理科準備室做為教室，班導師為Kenjirou。與祖母同居，愛用的耳機是祖母在她生日時所贈與的禮物。
高中二年級時被迫在虛擬的世界進行實驗，在爆破的都市下為了生存跟隨耳機裡頭傳來的聲音行動。為了向遙訴說自己一直以來無法傳達的心意而奔向山丘。最終成功在爆破的都市下逃離，但因第三者下藥而死亡，對陽炎眩亂進行干涉，獲得了「目覺」而擁有不死的精神並成為了Ene，進入了Shintaro的電腦。實驗時角色樣貌是自己在「耳機演繹者」遊戲中的人設。
是線上射擊遊戲「DEAD BULLET -1989-」的重度玩家，具全國第二的強悍實力，在遊戲營運後四小時就奪得最高排名，常熬夜玩遊戲。在遊戲上以「閃光舞姬‧ENE」為名，獨特的遊玩風格被稱為「夢幻圓舞曲‧神聖夢魘」，帶領著名為「閃光輪舞 永恆的迴旋曲」的遊戲隊伍。
文化祭上與還是國中生的Ayano及Shintaro結識，此後和Ayano成為了朋友並十分珍惜這段友誼。
在數次輪迴中曾以不同方式，意外奪回身體。
No.7 Shintaro（配音：寺島拓篤）
能力：「目烙」，能將所看到的事物烙印在眼中並能清楚記住一切所發生過的事，亦是IQ168的原因。
18歲，身高172cm，體重58kg，血型A型，生日為4月30日。
IQ168的天才少年，Momo的親哥哥。
16歲時與貴音、遙以及同班的Ayano就讀同一所高中。但在高中一年級的夏天發生Ayano的自殺事件後成為尼特族，閉門不出將近兩年時間。宅居中的某天不小心打開一封不明郵件，使用的手機和電腦隨即被「住」進裡面的Ene控制。對Ene時刻搗蛋頭痛不已，最害怕Ene告訴Momo秘密文件夾的內容。兩年後，由於Ene的惡作劇，弄壞了鍵盤與滑鼠而出外購買。兩年從沒出過門的日子使得體力相當差，自稱皮膚脆弱。結果被捲入恐怖份子事件，因此接觸了目隱團並且加入。總是穿著紅色運動外套。
Ayano自殺當天，在尚未得知她已經死亡的情況下，因假扮成Ayano的Kano所說的話大受打擊，繼而成為尼特族。
在Route XX中，被Ene勸導「繼續這樣下去的話，會一直看不見明天的」，受其刺激而將Ene殺害（刪除）。隨後自己也用剪刀割斷頸動脈死亡。那時剛好是上個世界的重置時間，「目冴之蛇」因為計畫失敗準備自殺，為阻止其自殺而導致Shintaro中彈身亡，兩者死亡時間恰好一致，因此接觸陽炎實驗。
國中二年級開始與Ayano同班，兩人三年級時曾一同參加貴音的高中校慶，以驚人的天才實力在名為「耳機演繹者」的射擊遊戲中擊敗曾在「DEAD BULLET -1989-」中獲得全國第二、人稱「閃光舞姬‧ENE」的榎本貴音。
動畫路線揭示「目烙」能力可以拓展至所有輪迴，為Marry在一次渴望拯救眾人時意外賦予，是解決最後事端的關鍵。
No.8 Hibiya（配音：富樫美鈴）
能力：「目凝」，能夠將遠方的事物和狀況以俯瞰的形式認識。用在生物上可以看到對象所看過的場景，使用在物體上可以看見該物品過去的所有者。
身高140cm，體重36kg，血型AB型，生日為11月4日。
頭髮為咖啡色，身穿水色短袖上衣與白色背心。是個住在鄉下，從沒去過大都市也沒有手機的少年，對班上的Hiyori頗有好感，屬於班上同學裡以Hiyori為中心的「朝比奈粉」的一份子，有著自己的一套方式去表達對Hiyori的愛慕之情。雖然頭腦很好，但因為在一個連電視也不准許觀看的家庭長大，對流行十分無感。
基於某個偶然的情況下，Hibiya向雙親以參加暑期講習為名目，被Hiyori以「提行李的」身分一同帶往大都市。但來到大都市的Kenjirou家中，Hiyori卻對正在看家的Konoha一見鍾情，因此對Konoha抱有強烈的嫉妒。隔天，與Hiyori在街上爭吵後，追著跑開的Hiyori，而Hiyori突然被經過的卡車所輾過，Hibiya跟著一起被捲入了陽炎眩亂中，被「目凝」的蛇所依憑，兩人不斷經歷無數次8月14日到8月15日間的死亡與輪迴。
後來只有Hibiya與Konoha一同回到現實世界，但仍對陽炎眩亂裡的事情有記憶，並獲得了「目凝」的能力。隨後便被撞見此景的目隱團一行人帶至基地。
和Momo互不對頭，關係相當差。經常稱呼Momo是頭牛（阿哞歐巴桑），但後來兩人在尋找Hiyori的過程中關係逐漸好轉。
No.9 Konoha（配音：宮野真守）
能力：名稱為「目醒」，能夠製造出理想的肉體的能力。
楯山家的養子。失去記憶的白髮青年，和Ene一樣都是為了進行實驗而製造出來的人造人。身高182cm，體重64kg，血型O型，生日為12月24日。名字來源為生前以名字「九之濑遥」的羅馬拼音「Ko」ko「no」se 「Ha」ruka取成的。
感情表現淡薄，我行我素，好奇心旺盛。擁有異於常人的運動力，喜歡和附近的孩子打棒球。
在暑假的楯山家中迎接Hiyori跟Hibiya的來訪，並在之後的陽炎實驗中監視Hiyori跟Hibiya的實驗進程。而在某次實驗過程中突然間找回自我的感情，「選擇了」跟Hibiya一起回到現實世界，並加入目隱團。
於事件最後確認為與遙不同的個體，所以有著利用「目冴之蛇」達成願望的權利，於是以此令Hiyori復活。
九之濑遙
Konoha生前的身份。一年B班的高中生，患有特殊疾病，是稍微一發作就極可能死去的病症。也因此和貴音一同被編派到只有兩人的特殊班級，以理科準備室做為教室，班導師為Kenjirou。
興趣和專長都是畫畫，「耳機演繹者」遊戲中的角色均由他繪製。當時在聽說貴音是線上射擊遊戲「DEAD BULLET -1989-」遊戲大賽的全國第二後，也對此遊戲產生興趣並註冊帳號開始玩遊戲，Konoha的樣貌也是此遊戲中遙給自己的虛構人物設定的模樣。此外食量非常大，有著怎麼吃也吃不胖的體質，喜歡吃烤肉串。也喜歡三角龍。
在高中二年級時的8月15日因痼疾突發而死亡，「目冴之蛇」將其帶入了陽炎眩亂。此時被「目醒」的蛇憑依，獲得將原本虛弱的身體替換為「理想的身體」的能力。但Kenjirou為了達成干涉的實驗，而在途中將他改造成精神干涉系的人造人Konoha。其不想接納變質身體的意願，使其一部分精神與肉體分離，跟Konoha成為兩個不同的個體，於對方返回現實世界的狀況下，勉強依賴彼此的聯繫，一直存活於陽炎眩亂以內，觀察眾人。
因「目冴之蛇」在爭鬥時直接批評Konoha的形態，所以能推測分裂至Konoha身體的是「目醒之蛇」的意識，就如目冴之蛇附身於Kenjirou的身體一樣。
「黑Konoha」
與Konoha樣貌相同，但也同時有著黑髮及身著黑服等截然不同的特徵。性格瘋狂而嗜虐。也有人簡稱為Kuroha。
真正身分是最初唆使Azami創造陽炎眩亂的「目冴之蛇」，本質能力可以達成願望，但野心大至可以和主人Azami溝通，同時反過來操控其憑依的個體。當Azami失去女王蛇，無法控制他時，其決定憑依捲入陽炎眩亂的Kenjirou身上，嘗試以其豐富學識操控進出陽炎眩亂的現象，在現實世界集齊所有能力蛇，去構建全新的陽炎眩亂，主宰箇中一切。後來雖被Ayano破壞計劃，但深明已經聚集的梅杜莎力量足以建立回溯時間的架空世界，於是在此方面將計就計。在進一步的陽炎實驗中，他試圖改變貴音和遙的肉體和精神狀態，干擾進出陽炎眩亂的規則。
動畫路線揭示「黑Konoha」的出場乃目冴之蛇在時機成熟的情況下脫離Kenjirou肉身，奪取Konoha的能力，再以之殘殺目隱團成員。而在殘殺接近尾聲時，則會慫恿Marry佈下架空世界，成就牠一直存在下去，重新追求宏願。最終在Shintaro帶領打破僵局下，被剝奪憑依Kenjirou的理由，並因為繼續依附Konoha而強制達成其拯救Hiyori的願望，從而消失。
No.0 Ayano（配音：中原麻衣）
能力：「目掛」，能將心意傳達給他人的能力。
Kenjirou的女兒，Shintaro過去的同班同學。身高155cm，體重43kg，血型B型，生日11月22日。
炎夏中也配戴著紅色圍巾，總是展露開朗笑容的溫柔少女；在高中一年級的夏天跳樓自殺身亡。國中時與總是輕鬆取得滿分、對於一成不變的日子感到厭倦的Shintaro給予鼓勵並維持友好關係，兩人一起升上同所高中。和Shintaro不同的是考試成績從來都不大理想，平時對此總是一笑置之，然而亦曾被Shintaro目睹在無人的教室中獨自流淚。
參加榎本貴音、九之瀬遙就讀的高中所舉辦學園祭並與他們相識，升上該高中後彼此成為前後輩關係。
過去對家中收養的Kido、Seto、Kano總是如同親生姊姊一般的照顧他們；為了鼓勵因自身的特異能力而飽受挫折的三人，戴上象徵赤目的紅色圍巾扮成英雄，設計了三件兜帽送給他們，並成立了目隱團，也是最初的團長；卻因為忘記把自己也算進去，因此代號為No.0。
發現陽炎眩亂的存在後，將其計劃告訴Kano一人，合作調查Kenjirou背後的疑團。發現父親被「目冴之蛇」操控和進行危險計劃之時，於8月15日有目的地跳樓自殺，留在陽炎眩亂當中，讓對方無法集齊建構完美陽炎眩亂的能量。此後一直待在陽炎眩亂以內觀察眾人，並為「目掛」能力的蛇所憑依。
最後Shintaro親自前來將其救出，以發揮至極致的「目掛」能力，傳遞Shintaro「目烙」能力下的所有輪迴記憶，以及成功匯集可以穩定控制陽炎的所有能力蛇，達成Marry打破空想世界的決心。於事件解決後回到了目隱團，重新開始與大家幸福的生活。

### 其他
Hiyori（配音：小岩井小鳥）
身高138cm，體重34kg，血型A型，生日為3月3日。
為了暑期講習，和兒時玩伴Hibiya一起來到這條街上的少女。喜歡的動物是貓，視Momo為最喜歡的偶像。
某個鄉下有錢人家的女兒，因為家裡是大地主，從小被要求學習各種才藝。在小學生班級中可說是偶像般存在的美少女，以她為中心包含Hibiya在內被稱做「朝比奈粉」的男性粉絲特別多，不過本人對於被崇拜一事和粉絲的存在都不怎麼在意。
是Ayano的母親Ayaka的妹妹，但Ayaka在很早以前就離家，Hiyori第一次見到姊姊時她已經是躺在棺材中的樣子了。
在暑假時姊夫Kenjirou在電話中說能幫她拿到班上學生Momo的簽名，而瞞著雙親前往大都市，由於是第一次孤身前往大都市，想找個人幫她提行李，因此要求Hibiya以參加暑假講習為名目一同前往大都市。來到Kenjirou家中，立即對留守家中的Konoha一見鍾情。隔天與Hibiya在街上爭吵跑向對街時，被突然經過的卡車輾過，和Hibiya一起被捲入了陽炎眩亂，在裡面經歷無數次8月14日到8月15日間的死亡與輪迴。
於所有事情解決後，因「目冴之蛇」達成Konoha的願望，而得以正常復活。
Kenjirou（配音：藤原啟治）
身高179cm，體重69kg，血型AB型，生日為9月11日。
Momo的導師，過去曾經是貴音和遙的導師，Ayano的父親。
有著對麻煩事視而不見，或者將學園祭出展物的班級預算拿去買珍海魚標本等等以教師來說頗有問題的行為，因此被貴音稱為「THE人渣」。似乎在理事長面前總是抬不起頭來。但基本上是個善於照顧並關心學生的教師。
年輕時極端怕麻煩而過著墮落的生活，在家人的勸告下考上大學。在讀時對Ayaka一見鍾情，卻被以「對墮落的男人沒有興趣」為由拒絕，開始認真學習當上了教師，與Ayaka結婚。在與Ayaka一起尋找解開梅杜莎能力的方法的途中，被捲入坍方，接觸了陽炎眩亂，和Azami談判，逃出時被「目冴之蛇」憑依，以其間歇操縱身體和知識的條件，換取「想要再見Ayaka一面」的願望。能力效果雖為實現願望，但因為「目冴之蛇」的高度主動性而未能真正應用。
於所有事情解決後與Ayaka重遇，與「目冴之蛇」的關係正式斷絕。
Ayaka（配音：兵藤まこ）
有著開朗大方的性格，雖然對於家人有著一視同仁的溫柔，但發火的時候卻又有著誰都阻攔不了的可怕。
幼年時就對日本某些地方流傳的「梅杜莎的傳承」抱持著興趣。大學入學後，志向成為正式的考古學家。與同級生的Kenjirou結婚，並生下女兒Ayano。後來領養了具備特殊體質的Kido、Seto和Kano。與Kenjirou一起探索著解開Kido、Seto、Kano能力的方法，卻在途中被捲入坍方而下落不明，對外公開為死亡。
於所有事情解決後與Kenjirou重遇。
Shion（配音：岡村明美）
身高168cm，體重一百五十個蘋果的重量，血型不明，生日為6月18日。
Marry的母親，擁有二分之一梅杜莎血統。擔心Marry會因梅杜莎血脈的緣故遭到人類嫌惡，而和Marry一起隱居於森林中。
某天Marry因偷跑到外玩耍而遭到人類孩子的襲擊，Shion為了保護Marry而使用了讓物件變成石頭的「目合」的能力，卻因為對身體的負擔過重無法承受而死去。在那時被帶入陽炎眩亂，與Azami再會。
Azami（配音：新井里美）
身高140cm，體重44kg，血型不明，生日為8月15日。
起初只是個從黑暗中所誕生的黑色的物體，隨著後來接觸並理解的生物增加後而有了類似「蛇」的外貌，之後與人類進行接觸後，開始有了人類女子的形貌，並生出更多猶如頭髮的能力蛇。和對自己抱持著善意的少年士兵──Tsukihiko相戀，並組建了家庭，生下了Shion，製作出「目掛」的蛇。因覺人類的壽命十分短暫，她害怕又變成一個人，其後在夢中從一條蛇得知可以組建「不會終止的世界」，於是使用所有蛇的能力，創造出陽炎眩亂的世界，想在其中與家人一同生活，卻在實施前遭受人類襲擊，繼而選擇獨自在陽炎眩亂中生活的道路。
被Shion稱為「梅杜莎」，每一根蛇髮代表一種能力；與希臘神話中的梅杜莎不盡相同。
在女兒Shion和外孫女Marry被人類殺害後，將Shion和Marry拉進陽炎眩亂中，將統合能力「目合體」交給了Marry。又因自己失去統合能力，而無法收回自己在Shion和Marry死去那天所下的「將8月15日死去的生命捲入其中」的指示，同時使陽炎眩亂以內的能力蛇開始四散至各個逃出的人類身上，侵入現實世界。
Tsukihiko （配音：子安武人）
Azami的丈夫，同時也是Shion的父親、Marry的祖父。
人類出身，《死神紀錄》曲稱為「少年兵」，也就是職業為軍人的少年。從出生起就因為色素缺乏的白化症，而被同村的人稱作「怪物」，並受到迫害。Shion和Marry的白髮跟膚色也是受到他的遺傳。某天與Azami相遇，在Azami自稱「怪物」時坦承自己也是「怪物」並開始一起生活，生下女兒Shion。但村民卻誤認為其遭到洗腦，襲擊了三人所居住的家，因此Azami獨自進入「陽炎眩亂」。之後跟著女兒Shion一起持續等著妻子的歸來，可惜最後抱憾而終。

## 用語
陽炎眩亂
Azami所創造出來的，「不會終止的世界」，永無止境的8月15日。
這是由於Marry和Shion在某年的8月15日被捲入時，Azami將「目合體」交給Marry，Azami就失去了對陽炎眩亂的主控權，此後陽炎眩亂就會在每年的8月15日將死去的生命不斷以類似的形式捲入其中。
基本而言，當兩個生命同時在8月15日死亡之時，就會和陽炎眩亂接觸。這兩個人當中只有一個可以回到現實世界，並且被賦予「蛇」的能力。雖然他會記得是被巨大蛇口吞噬給送往另一個世界，大多不會留下於陽炎眩亂中的記憶，只有Kenjirou和Hibiya在強大執念下有所例外。逗留的一人則連遺體都不會回來，成為行蹤不明的狀態，在陽炎眩亂裡消耗剩餘的精神生命。
命名為此名的人是Kido。
目之能力
當人從陽炎眩亂生還歸來時，多數會與本人的願望相符合的蛇所憑依而獲得能力。原本全為Azami的能力，但因為失去統括力量而開始四散。
另外，帶有梅杜莎血統的Shion跟Marry則是出生就已經擁有能力。
當能力發動的時候眼瞳會變成赤紅色。使用對象除人類或動物外，使用在物體上亦有效果。
能力使用失控，反而會帶來諸多的不便及危險，但能力大多是可控制的，能力者必須自己去探索該能力的使用方法。
耳機演繹者（Headphone Actor）
貴音對於文化祭攤位無奈之下的主意。由九之瀨遙繪圖、Kenjirou負責程式製作，算是對於私吞文化祭補助款項的補償。
名稱取自以仿照貴音造型的最終BOSS藉由耳機操控怪獸布偶們襲擊玩家的緣故。
遊戲內容相當簡單，就是比誰的擊落目標多分數高的一方勝利，但正是如此反而是純粹的技巧勝負。
射殺怪獸布偶後會有大量的鮮血濺出，畫面上相當獵奇，原因是遙希望讓貴音喜歡這遊戲，所以參考了貴音喜歡的遊戲的風格。
目隱團
Ayano與Kido、Seto、Kano共同創立的團體，命名者是Kano。主會室是某棟公寓的107號室。據Kano表示，本團的主要活動就是「逃過員警的雙眼潛入一些危險設施，借取各式各樣的東西」。實際上目隱團至今並未潛入過什麼危險設施，由此可知上述活動內容並非本作品要表現之情節，反之作品中在探索團員本身反而較多，就某種程度來說目隱團比較接近紅瞳能力相關者的集社。
同時亦據Kano所言，上述活動內容全數為機密事項，所有知情者必須入團。
Ayano為了使年幼時看不見笑容的的Kido、Seto、Kano三人變得開朗，而帶給他們「秘密組織」「英雄遊戲」等概念而成立，後來三人長大後繼續維持該團體。「將自身的目給隱藏起來」就Ayano看來有那麼些害羞的團名，對三個孩子而言卻有著不凡的意義。
初代團長是Ayano，Ayano自殺後由Kido接任。
除「自殺」的初代團長Ayano，作品中現在成員為Kido、Seto、Kano、Marry、Momo、Ene、Shintaro、Hibiya、Konoha，即九名成員。
Ayano 於事件解決後回到了目隱團，所以事件解決後成員有Ayano、Kido、Seto、Kano、Marry、Momo、貴音（Ene）、Shintaro、Hibiya、遙（Konoha），即十名成員。

## 系列歌曲

### 歌曲列表
| 順序 | 日文標題 （副標題）                                                   | 翻譯標題 常用譯名 （翻譯副標題）                  | 聲源          | 牽涉角色 （經歌曲外媒體而體現的延伸角色） | Niconico PV發佈日期 | 歌曲製作                             | 備注      |
| ---- | --------------------------------------------------------------------- | ------------------------------------------------- | ------------- | ----------------------------------------- | ------------------- | ------------------------------------ | --------- |
| 01   | （）                                                                  | 人造敵人 人造Enemy （無法正視的故事）             | 初音未來      | Ene、Shintaro                             | 2011年2月17日       | 作詞：じん、がっちゃん 作畫：みずた  |           |
| 01   | 系列的開端。失去希望的Shintaro與Ene同歸於盡。                         |                                                   |               |                                           |                     |                                      |           |
| 02   | （）                                                                  | 目隱編碼 目隱Code （蒙上雙眼的故事）              | 初音未來      | Kido（目隱團全員）                        | 2011年5月29日       | 作畫：しづ                           |           |
| 02   | 商場恐怖分子事件、Kido邀請Shintaro加入目隐團。                        |                                                   |               |                                           |                     |                                      |           |
| 03   | （）                                                                  | 陽炎眩亂 陽炎Daze （使雙目暈眩的故事）            | 初音未來      | Hibiya、Hiyori、Azami                     | 2011年9月30日       | 映像：しづ                           |           |
| 03   | 8月15日，Hibiya與Hiyori被捲入陽炎眩亂。                               |                                                   |               |                                           |                     |                                      |           |
| 04   | （）                                                                  | 耳機演繹者 Headphone Actor （懷疑雙眼的故事）     | IA            | 榎本貴音（九之瀨遙、Kenjirou）            | 2011年12月15日      | 映像：しづ                           | [ 註 17 ] |
| 04   | 貴音、遙和Kenjirou製作的遊戲的故事設定。                              |                                                   |               |                                           |                     |                                      |           |
| 05   | （）                                                                  | 空想森林 空想Forest （視線交會的故事）            | IA            | Marry、Seto、Shion                        | 2012年2月1日        | 映像：わんにゃんぷー                 | [ 註 2 ]  |
| 05   | Marry被Seto找到，並加入目隱團。                                       |                                                   |               |                                           |                     |                                      |           |
| -    | （）                                                                  | Ene的電腦之旅 （喚醒雙目的故事）                  | IA            | Ene                                       |                     |                                      |           |
| -    | 貴音成為Ene後，住進Shintaro電腦前的經歷。                             |                                                   |               |                                           |                     |                                      |           |
| -    | （）                                                                  | 死亡與追尋 Dead and Seek （使雙目銳利的故事）     | IA            | Kenjirou                                  |                     |                                      |           |
| -    | Kenjirou對陽炎眩亂的研究。                                            |                                                   |               |                                           |                     |                                      |           |
| 06   | （）                                                                  | Konoha的世界事情 （雙目覺醒的故事）               | IA、 初音未來 | Konoha、Hibiya、Hiyori、Azami             | 2012年3月29日       | 映像：しづ、わんにゃんぷー           |           |
| 06   | 從Konoha的角度看到的8月15日Hibiya與Hiyori的經歷。                     |                                                   |               |                                           |                     |                                      |           |
| 07   | （）                                                                  | 如月專注 如月Attention （奪去目光的故事）         | IA            | Momo                                      | 2012年5月26日       | 映像：わんにゃんぷー                 |           |
| 07   | 為自己能力苦惱不已的Momo與目隱團相會。                                |                                                   |               |                                           |                     |                                      |           |
| -    | （）                                                                  | 透明解答 透明Answer （逃離視線的故事）            | IA            | Shintaro、Ayano                           |                     | 映像：わんにゃんぷー                 | [ 註 18 ] |
| -    | Shintaro對Ayano自殺事件的回憶。                                       |                                                   |               |                                           |                     |                                      |           |
| -    | （）                                                                  | 死神記錄 死神Record （雙目注視的故事）            | IA            | Azami、Tsukihiko、Shion                   |                     |                                      |           |
| -    | Azami創造陽炎眩亂的理由。                                             |                                                   |               |                                           |                     |                                      |           |
| OP   | （）                                                                  | 孩童記錄 Children Record （看清現實的故事）       | IA            | 所有角色                                  | 2012年7月21日       | 映像：しづ                           |           |
| OP   | 系列的概括。                                                          |                                                   |               |                                           |                     |                                      |           |
| 08   | （）                                                                  | 群青雨 群青Rain （入目也不會疼痛的故事）          | IA            | Marry、Shion                              |                     |                                      | [ 註 19 ] |
| 08   | Shion與Marry離群索居的日子與理由。                                    |                                                   |               |                                           |                     |                                      |           |
| -    | （）                                                                  | 少年勇氣 少年Brave （盜取視線的故事）             | IA            | Seto、Marry                               |                     | 映像：しづ                           | [ 註 20 ] |
| -    | Seto走出過去的陰影，從森林中帶出Marry。                               |                                                   |               |                                           |                     |                                      |           |
| 09   | （）                                                                  | 夜談欺騙 夜咄Deceive （欺騙雙目的故事）           | IA            | Kano                                      | 2013年2月17日       | 映像：しづ                           |           |
| 09   | 關於Kano過去的故事。                                                  |                                                   |               |                                           |                     |                                      |           |
| 10   | （）                                                                  | 回憶補時 Losstime Memory （烙印在眼中的故事）     | IA            | Shintaro、Ayano（黑Konoha、Ene、Azami）   | 2013年3月30日       | 映像：しづ                           |           |
| 10   | Shintaro故事的两个不同版本：「Route 1」和「Route XX」。               |                                                   |               |                                           |                     |                                      |           |
| 11   | （）                                                                  | 文乃的幸福理論 （浮現在眼前的故事）               | IA            | Ayano、Kido、Seto、Kano、Kenjirou、Ayaka  | 2013年4月22日       | 编曲：中西亮輔 映像：しづ            |           |
| 11   | 初代目隱團的故事，以及Ayano自殺的理由。                               |                                                   |               |                                           |                     |                                      |           |
| 12   | （）                                                                  | 賞月演奏會 賞月Recital （使雙眼閃耀的故事）       | IA            | Momo、Hibiya                              | 2013年7月2日        | 映像：わんにゃんぷー                 | [ 註 22 ] |
| 12   | 尋找Hiyori的過程中，放棄希望的Hibiya，與相信希望的Momo的故事。        |                                                   |               |                                           |                     |                                      |           |
| 13   | （）                                                                  | 夕景昨日 夕景Yesterday （眼神很差勁的故事）       | IA            | 榎本貴音、九之瀨遙                        | 2013年8月3日        | 映像：しづ                           |           |
| 13   | 贵音和遥在卷入实验前的校园故事。                                      |                                                   |               |                                           |                     |                                      |           |
| 14   | （）                                                                  | 外側科學 Outer Science （眼睛比嘴還傳神的故事）   | IA            | 黑Konoha、Marry、Azami                    | 2013年8月31日       | 编曲：Nhato 映像：しづ               |           |
| 14   | 目訝之蛇殺死幾乎所有目隱團員使Marry重啟輪回，全滅结局。Route Badend。 |                                                   |               |                                           |                     |                                      |           |
| -    | （）                                                                  | Marry的架空世界 （閉上眼睛的故事）                | IA            | Marry                                     |                     | 编曲：ANANT-GARDE EYES               |           |
| -    | Marry使用能力逆流時間，輪迴重新開始。                                 |                                                   |               |                                           |                     |                                      |           |
| ED   | （）                                                                  | 夏日記錄 Summer Time Record （目不暇接的故事）    | IA            | 目隱團全員                                | 2013年9月2日        | 映像：しづ                           |           |
| ED   | 故事的總結。                                                          |                                                   |               |                                           |                     |                                      |           |
| -    | （）                                                                  | 空想重載 Imaginary Reload （與雙眼為敵的故事）    | 初音未來      | Marry                                     |                     |                                      |           |
| -    | Marry在反復的輪回中創造出「目烙」的能力。                             |                                                   |               |                                           |                     |                                      |           |
| 15   | （）                                                                  | 失想話語 失想Word （避開視線的故事）              | 初音未來      | Kido                                      | 2017年12月29日      | 映像：しづ                           |           |
| 15   | Kido兒時的怯懦，自我厭惡，和在目隱團的成長與轉變。                    |                                                   |               |                                           |                     |                                      |           |
| -    | （）                                                                  | 我美妙的週末 My Funny Weekend （眼光獨到的故事）  | 初音未來      | Hiyori                                    |                     | 編曲：sasakure.UK                    |           |
| -    |                                                                       |                                                   |               |                                           |                     |                                      |           |
| 16   | （）                                                                  | 回憶追加 Additional Memory （目光傳達不到的故事） | 初音未來      | Ayano、Shintaro                           | 2018年9月14日       | 編曲：グシミヤギ ヒデユキ 映像：しづ |           |
| 16   | Ayano自殺的瞬間，因為愛慕之情還未對Shintaro說出口而後悔。             |                                                   |               |                                           |                     |                                      |           |
| -    | （）                                                                  | 往日時光 Lost Day Hour （眼神游離的故事）         | 初音未來      | 九之瀨遙                                  |                     | 編曲：グシミヤギ ヒデユキ            |           |
| -    |                                                                       |                                                   |               |                                           |                     |                                      |           |
| -    | （）                                                                  | 追想蔚藍 Remind Blue （滲入眼中的故事）           | 初音未來      | Shintaro                                  |                     | 編曲：グシミヤギ ヒデユキ            | [ 註 24 ] |
| -    |                                                                       |                                                   |               |                                           |                     |                                      |           |
| -    | （）                                                                  | 在被忘卻的夏末 （映入眼簾的故事）                 | 初音未來      | Marry、Seto                               |                     |                                      |           |
| -    | Marry與Seto一同看煙花後重啟輪回。                                     |                                                   |               |                                           |                     |                                      |           |

### CD

#### 目隱都市的日子
《目隱都市的日子》（日语：メカクシティデイズ）是陽炎計劃中以通常管道發售的第一張專輯，與小說第一卷同時發售。除了在Niconico動畫已經發表過的歌曲，還有另外創作的歌曲。封面是由しづ繪製。
| CD   | CD               | CD   | CD   |
| 曲序 | 曲目             | 备注 | 时长 |
| ---- | ---------------- | ---- | ---- |
| 1.   | 序言補時         |      | 0:50 |
| 2.   | 陽炎眩亂         |      | 3:55 |
| 3.   | 耳機演繹者       |      | 3:38 |
| 4.   | 空想森林         |      | 4:18 |
| 5.   | Ene的電腦之旅    |      | 3:26 |
| 6.   | 死亡與追尋       |      | 3:26 |
| 7.   | 人造敵人         |      | 4:03 |
| 8.   | 透明解答         |      | 4:17 |
| 9.   | 如月專注         |      | 4:05 |
| 10.  | 目隱編碼         |      | 3:49 |
| 11.  | Konoha的世界事情 |      | 3:08 |
| 12.  | 死神記錄         |      | 2:58 |
| 13.  | 開演放送         |      | 1:08 |

| DVD  | DVD                    | DVD                  | DVD  |
| 曲序 | 曲目                   | 導演                 | 备注 |
| ---- | ---------------------- | -------------------- | ---- |
| 1.   | 陽炎眩亂（PV）         | しづ                 |      |
| 2.   | 耳機演繹者（PV）       | しづ                 |      |
| 3.   | 空想森林（PV）         | わんにゃんぷー       |      |
| 4.   | Konoha的世界事情（PV） | しづ、わんにゃんぷー |      |
| 5.   | 透明解答（PV）         | わんにゃんぷー       |      |

#### 孩童記錄
《孩童記錄》（日语：チルドレンレコード）是陽炎計畫中發表的第一張實體單曲。於台灣有發售引進版本，以英文「Children Record」為發行標題。
A面的同名歌曲是描述迄今為止的所有故事的總結。標題有「孩童記錄（Children Record）」與「孩童在無理的狀況下再次聯繫出戰（Children Re-Cord）」兩層含意。
| CD   | CD                 | CD               |
| 曲序 | 曲目               | 备注             |
| ---- | ------------------ | ---------------- |
| 1.   | 孩童記錄           |                  |
| 2.   | 群青雨             |                  |
| 3.   | 孩童記錄（純音樂） | （Instrumental） |
| 4.   | 群青雨（純音樂）   | （Instrumental） |

| DVD  | DVD            | DVD            | DVD  |
| 曲序 | 曲目           | 導演           | 备注 |
| ---- | -------------- | -------------- | ---- |
| 1.   | 孩童記錄（MV） | しづ           |      |
| 2.   | 如月專注（MV） | わんにゃんぷー |      |

#### 目隱都市的記錄
《目隱都市的記錄》（日语：メカクシティレコーズ）是計畫第二張專輯。其中有請到Nhato、中西亮輔、ANANT-GARDE EYES等其他編曲家。於2013年6月10日奪得Oricon專輯週榜冠軍。於台灣有發售引進版本，以英文「Mekakucity Records」為發行標題。
| CD   | CD                  | CD   | CD                     | CD   |
| 曲序 | 曲目                | 日语 | 备注                   | 时长 |
| ---- | ------------------- | ---- | ---------------------- | ---- |
| 1.   | 夏日名單            |      |                        | 0:49 |
| 2.   | 孩童記錄（Re Ver.） |      |                        | 3:02 |
| 3.   | 夜談欺騙            |      |                        | 3:18 |
| 4.   | 少年勇氣            |      |                        | 4:34 |
| 5.   | 夕景昨日            |      |                        | 3:54 |
| 6.   | 群青雨（Re Ver.）   |      |                        | 5:24 |
| 7.   | 外側科學            |      | 编曲：Nhato            | 3:36 |
| 8.   | 賞月演奏會          |      |                        | 3:42 |
| 9.   | 回憶補時            |      |                        | 4:47 |
| 10.  | 文乃的幸福理論      |      | 编曲：中西亮輔         | 5:38 |
| 11.  | Marry的架空世界     |      | 编曲：ANANT-GARDE EYES | 3:00 |
| 12.  | 哭泣序言            |      |                        | 0:42 |
| 13.  | 夏日記錄            |      |                        | 4:36 |

| DVD  | DVD                   | DVD        | DVD  |
| 曲序 | 曲目                  | 導演       | 备注 |
| ---- | --------------------- | ---------- | ---- |
| 1.   | 孩童記錄（PV）        | しづ       |      |
| 2.   | 夜談欺騙（PV）        | しづ       |      |
| 3.   | 回憶補時（PV）        | しづ       |      |
| 4.   | Ayano的幸福理論（PV） | しづ       |      |
| 5.   | 目隱都市的記錄（PV）  | IA PROJECT |      |

#### 目隱都市的重載
《目隱都市的重載》（日语：メカクシティレリロード）是計畫第三張專輯。專輯發售前兩年的2016年8月15日，NICONICO所放送的「SEEK at MEKAKUCITY」中提到了新一期動畫《目隱都市的重載》的製作消息，放送時間目前不明。2017年8月15日，公布第三張同名專輯《目隱都市的重載》的預告。
| CD   | CD             | CD   | CD                        | CD   |
| 曲序 | 曲目           | 日语 | 备注                      | 时长 |
| ---- | -------------- | ---- | ------------------------- | ---- |
| 1.   | 昔日少年巡迴   |      |                           | 0:30 |
| 2.   | 空想重載       |      |                           | 4:01 |
| 3.   | 失想話語       |      |                           | 4:55 |
| 4.   | 我美妙的週末   |      | 編曲：sasakure.UK         | 4:28 |
| 5.   | 回憶追加       |      | 編曲：グシミヤギ ヒデユキ | 4:00 |
| 6.   | 往日時光       |      | 編曲：グシミヤギ ヒデユキ | 4:10 |
| 7.   | 追想蔚藍       |      | 編曲：グシミヤギ ヒデユキ | 4:57 |
| 8.   | 在被忘卻的夏末 |      |                           | 3:03 |
| 9.   | 再見了夏日戰爭 |      |                           | 0:43 |

### DVD／BD

#### 目隱都市 V's
目隱都市 V's是相關樂曲的PV集，共收錄14曲。2014年1月1日在日本發售。
| DVD/BD | DVD/BD                 | DVD/BD               | DVD/BD |
| 曲序   | 曲目                   | 導演                 | 备注   |
| ------ | ---------------------- | -------------------- | ------ |
| 1.     | 陽炎眩亂（PV）         | しづ                 |        |
| 2.     | 耳機演繹者（PV）       | しづ                 |        |
| 3.     | 空想森林（PV）         | わんにゃんぷー       |        |
| 4.     | Konoha的世界事情（PV） | しづ、わんにゃんぷー |        |
| 5.     | 如月專注（PV）         | わんにゃんぷー       |        |
| 6.     | 透明解答（PV）         | わんにゃんぷー       |        |
| 7.     | 孩童記錄（MV）         |                      |        |
| 8.     | 夜談欺騙（PV）         | しづ                 |        |
| 9.     | 回憶補時（PV）         | しづ                 |        |
| 10.    | 文乃的幸福理論（PV）   | しづ                 |        |
| 11.    | 夕景昨日（PV）         | しづ                 |        |
| 12.    | 外側科學（PV）         | しづ                 |        |
| 13.    | 夏日記錄（PV）         | しづ                 |        |
| 14.    | 少年勇氣（PV）         | しづ                 |        |

## 小說
日文版小說由enterbrain旗下的KCG文庫發行，插圖由しづ繪製，並由網站「BOOK☆WALKER」發布電子書版本。繁體中文版由台灣角川發行，译者刘蕙瑜；简体中文版由天闻角川代理發行，浙江人民美术出版社出版，译者云青。
各章的章名皆為歌曲名。
| 卷數 | 標題                   | enterbrain     | enterbrain             | 台灣角川       | 台灣角川               | 天闻角川      | 天闻角川               | 相關歌曲                                        |
| 卷數 | 標題                   | 發售日期       | ISBN                   | 發售日期       | ISBN                   | 發售日期      | ISBN                   | 相關歌曲                                        |
| ---- | ---------------------- | -------------- | ---------------------- | -------------- | ---------------------- | ------------- | ---------------------- | ----------------------------------------------- |
| 1    | -in a daze-            | 2012年5月30日  | ISBN 978-4-04-728059-5 | 2014年2月4日   | ISBN 978-986-325-789-9 | 2014年6月25日 | ISBN 978-7-5340-3876-1 | 陽炎眩亂、人造敵人 如月專注、目隱記錄           |
| 2    | -a headphone actor-    | 2012年9月29日  | ISBN 978-4-04-728339-8 | 2014年4月25日  | ISBN 978-986-325-896-4 | 2014年7月15日 | ISBN 978-7-5340-3901-0 | 耳機演繹者、夕景昨日                            |
| 3    | -the children reason-  | 2013年5月30日  | ISBN 978-4-04-728944-4 | 2014年6月25日  | ISBN 978-986-325-986-2 | 2014年8月25日 | ISBN 978-7-5340-3974-4 | Konoha的世界事情、孩童記錄 陽炎眩亂、賞月演奏會 |
| 4    | -the missing children- | 2013年8月30日  | ISBN 978-4-04-729099-0 | 2014年8月7日   | ISBN 978-986-366-046-0 | 2014年9月25日 | ISBN 978-7-5340-4010-8 | 死神記錄、孩童記錄 耳機演繹者                   |
| 5    | -the deceiving-        | 2014年3月29日  | ISBN 978-4-04-729530-8 | 2014年11月13日 | ISBN 978-986-366-218-1 | 2014年11月5日 | ISBN 978-7-5340-4026-9 | 夜談欺騙 Ayano的幸福理論                        |
| 6    | -over the dimension-   | 2015年3月30日  | ISBN 978-4-04-730326-3 | 2015年11月25日 | ISBN 978-986-382-475-6 | 2015年10月1日 | ISBN 978-7-5340-4561-5 | Daze                                            |
| 7    | -from the darkness-    | 2016年8月29日  | ISBN 978-4-04-730745-2 | 2018年2月12日  | ISBN 978-957-564-043-9 | 2018年8月20日 | ISBN 978-7-5340-6919-2 | 失想話語、孩童記錄 死神記錄                     |
| 8    | -summer time reload-   | 2017年12月29日 | ISBN 978-4-04-734622-2 | 2018年12月19日 | ISBN 978-957-564-620-2 | 2019年3月     | ISBN 978-7-5340-7262-8 | 孩童記錄、夏日記錄 Marry的架空世界              |

## 漫畫
Media Factory的《月刊Comic GENE》2012年7月號（6月15日發售）上開始連載漫畫版的《陽炎眩亂》。以Jin為原作，佐藤漫畫化。六本漫畫單行本於2012年11月27日至2014年12月27日發售。七本漫畫選集於2013年1月26日至2014年11月27日發售。
| 卷數 | Media Factory  | Media Factory          | 東立出版社     | 東立出版社             |
| 卷數 | 發售日期       | ISBN                   | 發售日期       | ISBN                   |
| ---- | -------------- | ---------------------- | -------------- | ---------------------- |
| 1    | 2012年11月27日 | ISBN 978-4-8401-4762-0 | 2014年7月10日  | ISBN 978-986-348-588-9 |
| 2    | 2013年3月27日  | ISBN 978-4-8401-5039-2 | 2014年12月25日 | ISBN 978-986-348-589-6 |
| 3    | 2013年8月27日  | ISBN 978-4-8401-5316-4 | 2015年3月4日   | ISBN 978-986-348-590-2 |
| 4    | 2014年3月27日  | ISBN 978-4-04-066513-9 | 2015年7月30日  | ISBN 978-986-348-591-9 |
| 5    | 2014年6月27日  | ISBN 978-4-04-066595-5 | 2015年9月15日  | ISBN 978-9-86-365234-2 |
| 6    | 2014年12月27日 | ISBN 978-4-04-067234-2 | 2015年11月2日  | ISBN 978-986-382-475-6 |
| 7    | 2015年6月27日  | ISBN 978-4-04-067544-2 | 2016年7月14日  | ISBN 978-986-431-702-8 |
| 8    | 2016年3月26日  | ISBN 978-4-04-068235-8 | 2017年1月13日  | ISBN 978-986-348-049-5 |
| 9    | 2017年3月27日  | ISBN 978-4-04-069094-0 | 2018年6月7日   | ISBN 978-986-482-994-1 |
| 10   | 2017年10月27日 | ISBN 978-4-04-069475-7 |                |                        |
| 11   | 2018年3月27日  | ISBN 978-4-04-069761-1 |                |                        |
| 12   | 2018年9月27日  | ISBN 978-4-04-065113-2 |                |                        |
| 13   | 2019年3月27日  | ISBN 978-4-04-069761-1 |                |                        |

### 漫畫選集
《KAGEROU DAZE 陽炎眩亂官方精選集》（カゲロウデイズ公式アンソロジーコミック）
| 冊數 | 標題     | Media Factory  | Media Factory          | 東立出版社     | 東立出版社             |
| 冊數 | 標題     | 發售日期       | ISBN                   | 發售日期       | ISBN                   |
| ---- | -------- | -------------- | ---------------------- | -------------- | ---------------------- |
| 1    | UPPER    | 2013年1月26日  | ISBN 978-4-8401-4794-1 | 2014年9月3日   | ISBN 978-986-348-778-4 |
| 2    | DOWNER   | 2013年3月27日  | ISBN 978-4-8401-4795-8 | 2014年9月19日  | ISBN 978-986-348-779-1 |
| 3    | SUMMER   | 2013年7月27日  | ISBN 978-4-8401-5098-9 | 2014年11月17日 | ISBN 978-986-348-780-7 |
| 4    | WINTER   | 2013年11月30日 | ISBN 978-4-04-066130-8 | 2022年5月3日   | ISBN 978-957-26-7192-4 |
| 5    | SPRING   | 2014年3月27日  | ISBN 978-4-04-066514-6 | 2022年5月3日   | ISBN 978-957-26-7177-1 |
| 6    | BITTER   | 2014年7月26日  | ISBN 978-4-04-066826-0 |                |                        |
| 7    | SWEET    | 2014年11月27日 | ISBN 978-4-04-067210-6 | 2015年10月20日 | ISBN 978-986-431-082-1 |
| 8    | SPICY    | 2015年3月27日  | ISBN 978-4-04-067508-4 |                |                        |
| 9    | FANTASY  | 2015年8月27日  | ISBN 978-4-04-067581-7 |                |                        |
| 10   | REMEMBER | 2015年11月27日 | ISBN 978-4-04-067853-5 |                |                        |
| 11   | FUTURE   | 2016年3月27日  | ISBN 978-4-04-068236-5 |                |                        |

## 電視動畫
以《目隱都市的演繹者》之名播出，在2014年4月12日於TOKYO MX、BS11等日本電視台開始播放，另有NICONICO網路放送。動畫角色形象及配音員資訊自1月25日開始，每週公佈一位。官方其後亦透過NICONICO靜畫公開收集角色插畫，置於預告及片尾以內。BD及DVD以一卷一話之形式收錄。

### 製作人員
- 企劃：岩上敦宏、久保田光俊、村山久美子、北澤晉一郎、太田豐紀、秋田愛一郎
- 原作、劇本、音樂監製：じん
- 角色原案：しづ、わんにゃんぷー
- 總監督：新房昭之
- 監督：八瀨祐樹
- 角色設計：阿部嚴一朗
- 總作畫監督：中村直人、田中春香、山村洋貴
- 美術監督：飯島壽治
- 美術設定：大原盛仁
- 色彩設計：瀧澤泉
- 視覺效果：酒井基
- 攝影監督：會津孝幸
- 剪接：關一彥
- 音響監督：鶴岡陽太
- 音樂製作：1st PLACE
- 製作人：淀明子、鈴木健太、市川邦泰
- 共同製作人：脇田佳香、伊藤圓、大和田智之、大嶋實句
- 發行製作人：松永康佑
- 動畫製作：SHAFT
- 製作：Aniplex、SHAFT、1st PLACE、東京都會電視台、MAGES.、日本BS放送

### 歌曲
主題曲
|        | 標題                        | 作詞、作曲 | 編曲             | 演繹                                 | 電視動畫映像                                 | Niconico PV                            |
| ------ | --------------------------- | ---------- | ---------------- | ------------------------------------ | -------------------------------------------- | -------------------------------------- |
| 片頭曲 | daze （页面存档备份，存于） | じん       | じん             | じん featuring MARiA from GARNiDELiA | 分鏡：しづ 演出：八瀨祐樹 作畫監督：中村直人 | 映像製作：しづ 發佈日期：2014年5月29日 |
| 片尾曲 | days （页面存档备份，存于） | じん       | ANANT-GARDE EYES | じん featuring Lia                   | 映像製作：しづ                               | 映像製作：しづ 發佈日期：2014年6月13日 |

插曲
| 使用集數 | 標題                 | 作詞、作曲 | 編曲                               | 演繹                                      | 收錄影碟 |
| -------- | -------------------- | ---------- | ---------------------------------- | ----------------------------------------- | -------- |
| act 02   | 如月專注（）         | じん       | じん、赤髮                         | じん featuring 春奈露娜                   | act 02   |
| act 03   | 目隱編碼（）         | じん       | 中澤伴行（I've）、尾崎武士（I've） | じん featuring                            | act 03   |
| act 04   | 陽炎眩亂（）         | じん       | じん                               | じん featuring 田口囁一（感傷ベクトル）               | act 04   |
| act 06   | 耳機演繹者（）       | じん       | じん                               | じん featuring LiSA                       | act 06   |
| act 06   | 夕景昨日（）         | じん       | 小松一也                           | じん featuring LiSA                       | act 05   |
| act 08   | 回憶補時（）         | じん       | じん                               | じん featuring 松山晃太（BYEE the ROUND） | act 08   |
| act 09   | Ayano的幸福理論（）  | じん       | 中西亮輔                           | じん featuring 奧井亞紀                   | act 09   |
| act 10   | 空想森林（）         | じん       | 中西亮輔、じん                     | じん featuring （phatmans after school）  | act 10   |
| act 11   | 賞月演奏會（）       | じん       | 中西亮輔、じん                     | じん featuring IA                         | act 11   |
| act 12   | 夏日記錄（）         | じん       | じん                               | じん                                      | act 12   |
| 未使用   | 孩童記錄（）         | じん       | じん                               | じん featuring MARiA from GARNiDELiA      | act 01   |
| 未使用   | Konoha的世界事情（） |            |                                    |                                           | act 07   |

### 各話列表
| 話數   | 日文標題 | 中文標題         | 分鏡            | 演出（協力）                   | 作畫監督（協力、補助） | 總作畫監督（補助）                          | 預告插畫 | 片尾插畫 |
| ------ | -------- | ---------------- | --------------- | ------------------------------ | --- | ------------------------------------------- | -------- | -------- |
| act 01 |          | 人造敵人         | 八瀨祐樹        | 八瀨祐樹                       | 大梶博之、松本元氣 藤本真由 | 中村直人                                    | clarin3t | fu-ta    |
| act 02 |          | 如月專注         | 高橋知也        | 宮本幸裕                       | 熊谷勇也、松浦力 牛島希 | 田中春香                                    | 水無月   |          |
| act 03 |          | 目隱編碼         | 名倉靖博 川畑喬 | 岡田堅二朗                     | 篠田知宏、齊藤和也 栗田聰美、井上美香                                                                                          | 山村洋貴                                    | 煎餅     | MONO     |
| act 04 |          | 陽炎眩亂         | 八瀨祐樹        | 青柳宏宜                       | 藤本真由、齊藤美香 熊谷勇也、篠田知宏 齊藤和也 （山村洋貴）                                                                    | 中村直人                                    | 3719     |          |
| act 05 |          | 開演放送         | 川畑喬          | 川畑喬                         | 古賀美裕紀、櫻井司 鄉津春奈 | 田中春香                                    |          |          |
| act 06 |          | 耳機演繹者       | 黑澤守          | 三上喜子                       | 大梶博之、松本元氣 （藤本真由、齊藤美香） （小岩井）                                                                           | 山村洋貴                                    | aki      | 右       |
| act 07 |          | Konoha的世界事情 | 高橋成世        | 南川達馬                       | 熊谷勇也、齊藤和也 古賀美裕紀、小岩井 （阿部嚴一朗）                                                                           | 中村直人                                    | 赤蜻蛉   | 由希     |
| act 08 |          | 回憶補時         |                 | 川久保圭史                     | 齊藤美香、篠田知宏 （熊谷勇也、高野晃久） （清水勝祐）                                                                         | 田中春香                                    | 悠木意匠 | 高宮蓮   |
| act 09 |          | 文乃的幸福理論   | 城所聖明        | 城所聖明                       | 藤本真由、井上美香 小岩井、櫻井司 鄉津春奈、高野晃久                                                                           | 山村洋貴                                    | 108      | 南瓜     |
| act 10 |          | 空想森林         | 黑澤守          | 青柳宏宜                       | 大梶博之、古賀美裕紀 高野晃久、齊藤和也 熊谷勇也、小岩井 山村洋貴                                                              | 中村直人                                    |          |          |
| act 11 |          | 賞月演奏會       | 川畑喬          | 川畑喬 （南川達馬）            | 松本元氣、藤本真由 古賀美裕紀、熊谷勇也 齊藤美香、岩崎麻利子 井上美香                                                          | 田中春香 高野晃久 （中村直人） （山村洋貴） | 夕凪     | 手刀葉   |
| act 12 |          | 夏日記錄         | 八瀨祐樹 黑澤守 | 八瀨祐樹 三上喜子 （宮本幸裕） | 大梶博之、篠田知宏 藤本真由、熊谷勇也 高野晃久、松本元氣 古賀美裕紀、齊藤和也 橫田拓己 中村直人、田中春香 （小岩井、清水勝祐） | 山村洋貴                                    | 不適用   | しづ     |

### 播放電視台
| 播放地區 | 播放電視台    | 播放日期               | 播放時間（UTC+9）         | 所屬聯播網 | 備註           |
| -------- | ------------- | ---------------------- | ------------------------- | ---------- | -------------- |
| 東京都   | TOKYO MX      | 2014年4月12日－6月29日 | 星期六 24時00分－24時30分 | 獨立UHF局  | 『E!TV』節目   |
| 栃木縣   | 栃木電視台    | 2014年4月12日－6月29日 | 星期六 24時00分－24時30分 | 獨立UHF局  |                |
| 群馬縣   | 群馬電視台    | 2014年4月12日－6月29日 | 星期六 24時00分－24時30分 | 獨立UHF局  |                |
| 日本全國 | BS11          | 2014年4月12日－6月29日 | 星期六 24時00分－24時30分 | 衛星電視   | 『ANIME+』節目 |
| 日本全國 | NICONICO直播  | 2014年4月12日－6月29日 | 星期六 24時00分－24時30分 | 網絡電視   |                |
| 日本全國 | NICONICO頻道  | 2014年4月12日－6月29日 | 星期六 24時30分 更新      | 網絡電視   |                |
| 日本全國 | GyaO!         | 2014年4月12日－6月29日 | 星期日 12時00分 更新      | 網絡電視   |                |
| 日本全國 | 樂天Showtime  | 2014年4月14日－6月30日 | 星期一 12時00分 更新      | 網絡電視   |                |
| 日本全國 | d Anime Store | 2014年4月15日－7月1日  | 星期二 12時00分 更新      | 網絡電視   |                |
| 日本全國 | AT-X          | 2014年4月16日－7月2日  | 星期三 22時00分－22時30分 | 衛星電視   | 有重播         |

| 播放地區 | 播放電視台 | 播放日期               | 當地播放時間            | 所屬聯播網  | 備註       |
| -------- | ---------- | ---------------------- | ----------------------- | ----------- | ---------- |
| 臺灣     | Animax HD  | 2015年2月1日－2月12日  | 每日 20:30－21:00       | 中華電信MOD |            |
| 臺灣     | Animax     | 2015年4月13日－4月24日 | 每天 21:30－22:00       | 有線電視    | 有重播時段 |
| 香港     | Animax     | 2015年8月18日－9月7日  | 星期一至二 22:00－23:00 |             |            |

### CD

#### daze / days
《daze / days》是动画主题曲的双A面单曲，分為三个版本，于2014年6月18日发售。
| CD   | CD                   | CD               | CD                                   |
| 曲序 | 曲目                 | 编曲             | 名义                                 |
| ---- | -------------------- | ---------------- | ------------------------------------ |
| 1.   | daze                 | じん             | じん featuring MARiA from GARNiDELiA |
| 2.   | days                 | ANANT-GARDE EYES | じん featuring Lia                   |
| 3.   | daze（short ver.）   | じん             | じん featuring MARiA from GARNiDELiA |
| 4.   | days（short ver.）   | ANANT-GARDE EYES | じん featuring Lia                   |
| 5.   | daze（Instrumental） | じん             | じん featuring MARiA from GARNiDELiA |
| 6.   | days（Instrumental） | ANANT-GARDE EYES | Jin featuring Lia                    |

## 註解
1. ↑  CD使用的名義是，小說則是，並沒有統一。
2. 1 2  本曲共有三個版本。2012年2月1日最初投稿時名為《想像森林》，獨立製作專輯《目隱都市的演繹者》中名為《妄想森林》，而正式出版專輯《目隱都市的日子》中的重混版本則名為《空想森林》（2012年5月19日作為專輯試聽曲上傳）。
3. ↑  Niconico動畫目前已停用所謂的進入傳說或殿堂的速度排名。
4. 1 2  于此之前尚有獨立製作的專輯《目隱都市的演繹者》，其全部曲目于本張專輯都有收錄。
5. 名字漢字可寫作「蕾」或「芽」つぼみ 在日语中是“蕾”的意思。。
6. ↑  根據小說第五卷所述，Ayano比Kido、Seto、Kano三人大一歲，Ayano和Shintaro同齡，三人同齡，故三人皆為17歲。
7. 1 2  事實上，Kido最初毆打Kano的原因是為了讓使用了能力的Kano變回原本的相貌。因為Kano的目欺能力必須配合Kano對模仿物件的想像，而「疼痛」則是Kano自認最為實際的自我體現。
8. ↑  繁体中文版小說稱為Marry，此處使用官方設定集與動畫的叫法。
9. ↑  日文原文為。
10. ↑  在角色CM释出前，已於2014年1月17日的生放送中公佈。
11. ↑  系日语与的组合字。
12. ↑  ツキヒコ目前無漢字表記，「槻彥」為常用的通譯，但並不是官方翻譯。
13. ↑  順序為じん本人在niconico動畫投稿時，視頻簡介內編號的順序。標有「-」的曲目為專輯內未投稿曲目，日後可能按官方表述而出現變化。
14. ↑  常用譯名乃基於已出版及發行作品所用，混合各種漢字及外來語之未完全翻譯標題，在此紀錄為方便瞭解及對應各項媒體。
15. ↑  根據歌詞也可能寫作“目隱Cord”（目隱連線），而在daze歌詞版PV中的背景中寫作“目隱Chord”（目隱和絃），按其他曲名的慣例來看可能是雙關或三關。
16. ↑  カゲロウ可以做為“陽炎”或“蜉蝣”，デイズ可以做為“眩亂”或“日子”，兩者皆為雙關語。
17. ↑  曾於2012年5月16日作為專輯《目隱都市的日子》的試聽曲重新上傳。
18. ↑  PV未於niconico公開，收錄於《目隱都市的日子》DVD及PV集《Mekakucity V’s》。
19. ↑  未投稿PV，同名漫畫收錄於《目隱都市的日子》初回限定盤，官方表記為第八話。
20. ↑  PV未於niconico公開，曾於2013年12月25日於Animate店鋪實行街頭公開，並收錄於PV集《Mekakucity V’s》。
21. ↑  亦可作Lost Time Memory。
22. ↑  曾於2013年4月12日作為專輯《目隱都市的記錄》的試聽曲釋出。
23. ↑  在daze歌詞版PV中某標牌的左下角出現，じん曾提到“Summer Time Record”（夏日記錄）與“Sam Our Time Record”（向我們的記錄起誓）雙關，之前用的更多的譯名也是前者。
24. ↑  首次公開為じん在2018年8月15日的陽炎日直播中自彈自唱。
25. ↑  除了第二卷的追想森林（追想フォレスト）外。

## 外部連結
- 目隱團作戰本部 - 陽炎計劃官方網站（日語）
- Jin本人建立，於NICONICO動畫投稿之陽炎計劃曲目播放清單 （页面存档备份，存于）（日語）
- Jin的X（前Twitter）（日語）
- Shidu的X（前Twitter）（日語）
- Wannyanpuu的X（前Twitter）（日語）

### 动画相关
- 電視動畫《目隱都市的演繹者》官方網站（日語）
- 電視動畫《目隱都市的演繹者》 TOKYO MX電視台官方網站 （页面存档备份，存于）（日語）
- 電視動畫《目隱都市的演繹者》 BS11電視台介紹（日語）
- 電視動畫《目隱都市的演繹者》 栃木電視台介紹（日語）
- 電視動畫《目隱都市的演繹者》 GyaO!網路直播專題（日語）
- 動畫《目隱都市的演繹者》 NICONICO網路直播專題 （页面存档备份，存于）（日語）